# Arjasiddhanta
Arjasiddhanta (trl. Āryasiddhānta) – najważniejsze z dzieł Arjabhaty, wybitnego matematyka i astronoma staroindyjskiego. Od imienia autora bywa tytułowane też Arjabhatija (trl. Āryabhaṭīya). Powstało w Pataliputrze około 499 r.

## Znaczenie
Treścią siddhanta Arjabhaty nie odbiega znacząco od zawartości  Surjasiddhanty Laty. Istotnym jest jednak nowa teza o obrotowym ruchu Ziemi.